# Инусе (острова, Хиос)
Ину́се (греч. Οινούσσες), Энуссы (др.-греч. Οἰνοῦσσαι) — окружающая одноимённый остров группа островов в Эгейском море, принадлежащая Греции и расположенная в двух километрах к северо-востоку от острова Хиос и в восьми километрах к западу от побережья Малой Азии. Входит в одноимённую общину (дим) в периферийной единице Хиос в периферии Северные Эгейские острова. Население 826 жителей по переписи 2011 года, все проживают в трёх населённых пунктах на главном острове. Площадь сообщества Инусе 17,427 квадратного километра.
Название Энуссы (Инусе) означает «богатые превосходным вином» от др.-греч. οἶνος «вино». Были также известны как Спальмадорес (лат. Spalmadores).
Острова упоминают Геродот и Фукидид.
В архипелаг входят остров Инусе и 14 необитаемых островков:
- Айос-Панделеимон (Άγιος Παντελεήμων)
- Архондонисо (Αρχοντόνησο)
- Ватос (Βάτος)
- Гадрос (Γάδρος)
- Гайдуронисос (Γαϊδουρόνησος)
- Малиаропетра (Μαλλιαρόπετρα)
- Монафтис (Μονάφτης)
- Пита (Νησί Πίττας)
- Папапондикадико (Παπαποντικάδικο)
- Пасас (Πασάς) или Панаия (Παναγιά)
- Патеринисо (Πατερόνησο)
- Пондикониси (Ποντικονήσι)
- Прасонисия (Πρασονήσια)
- Санта-Панаия (Σάντα Παναγιά)